# Baolin, Mianyang
Baolin (kinesiska: 宝林镇, 宝林) var en köping i Kina. Den ligger i provinsen Sichuan, i den sydvästra delen av landet, omkring 92 kilometer nordost om provinshuvudstaden Chengdu.
I december 2019 inkorporerades den i köpingen Tashui.